# سیارک ۵۴۶۳
سیارک ۵۴۶۳ (به انگلیسی: 5463 Danwelcher، نامگذاری:1985TO) پنج هزار و چهارصد و شصت و سومین سیارک کشف شده‌است که در ۱۵ اکتبر ۱۹۸۵ کشف شد.
قدر مطلق سیارک برابر ۱۳٫۶۰ است.